# 保田站 (千葉縣)
保田站（日语：／ Hota eki */?）是位於千葉縣安房郡鋸南町保田249號，東日本旅客鐵道（JR東日本）的內房線車站。

## 歷史
- 1917年（大正6年）8月1日：車站啟用[1]。
- 1987年（昭和62年）4月1日：伴隨國鐵分割民營化，車站由東日本旅客鐵道（JR東日本）營運[1]。
- 2009年（平成21年）3月14日：此站可以使用IC卡「Suica」[2]。成為東京近郊區間區域內[2]。
- 2021年（令和3年）1月31日：當日起綠色窗口結業（預定）[3][4]。

## 車站構造
此站是地面車站，設有1面2線的島式月台。月台沒有提高高度。車站大樓與月台之間設有跨線橋連接。
此站是由館山站管理的業務委託車站，委托了JR東日本車站服務負責車站業務。此站設有綠色窗口、簡易Suica閘機和廁所（男女分開的濕廁）。

### 月台
| 月台 | 路線    | 上下行 | 方向                     |
| ---- | ------- | ------ | ------------------------ |
| 1    | ■內房線 | 上行   | 木更津、千葉、東京方向   |
| 2    | ■內房線 | 下行   | 館山、安房鴨川、勝浦方向 |

參考
- 平日早上設有從此站出發的下行列車班次。
- 在信號設備上，1、2號月台可從兩方向進站和向兩方向出發。
- 因為上述原因，普通列車通常會進入反方向月台，以待避特急之用。
- 不論甚麼理由，當內房線部分區間暫停服務時，會設有列車於此站折返。
- 月台可容納11卡車廂。

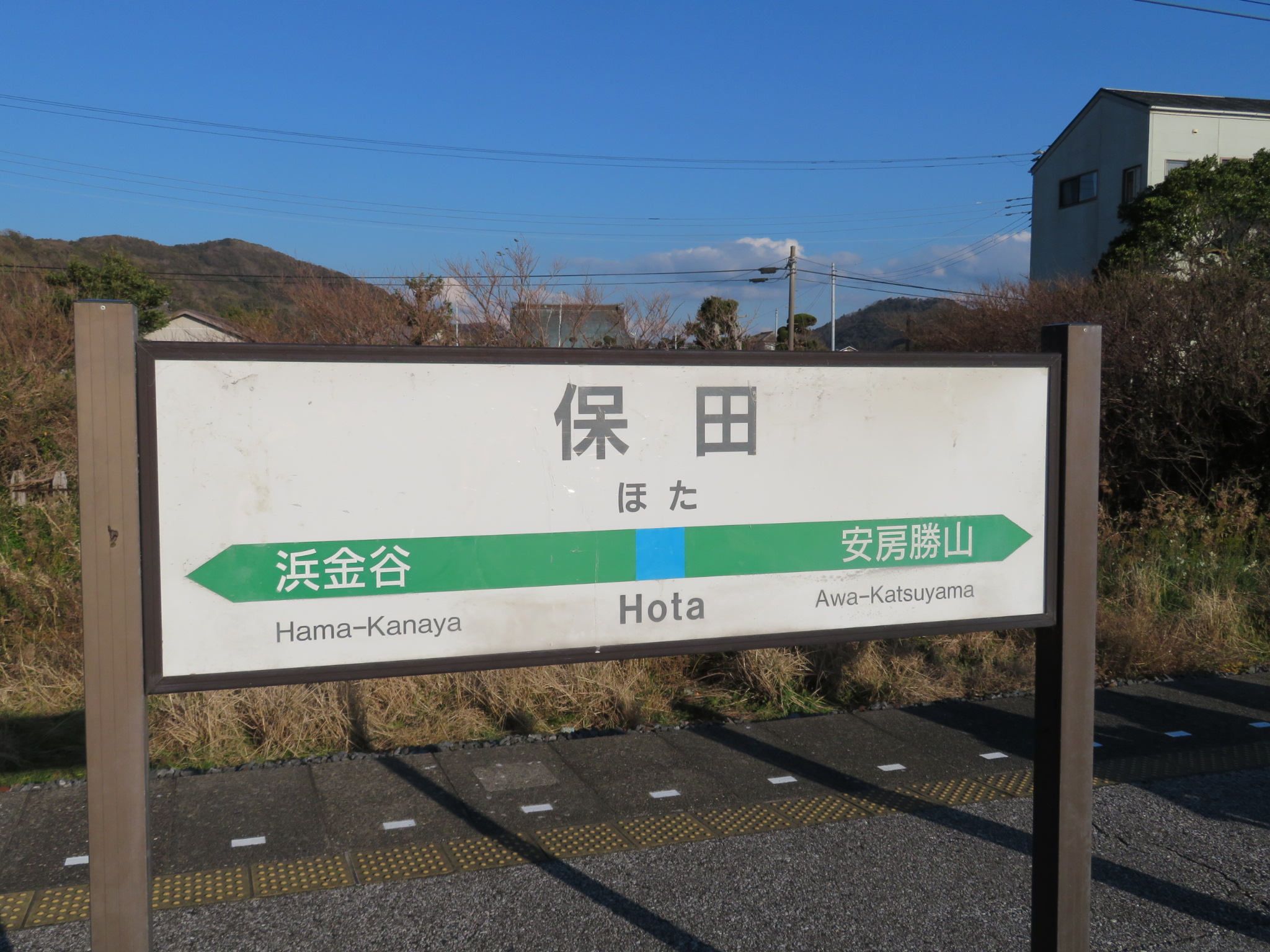
站名牌（2020年1月）

## 使用狀況
在2019年（令和元年）度1日平均乘車人次為218人，以下為乘車人次變化列表：
| 乘車人次變化       | 乘車人次變化     | 乘車人次變化 |
| 年度               | 1日平均 乘車人次 | 參考資料     |
| ------------------ | ---------------- | ------------ |
| 1990年（平成02年） | 721              | [ * 1 ]      |
| 1991年（平成03年） | 740              | [ * 2 ]      |
| 1992年（平成04年） | 727              | [ * 3 ]      |
| 1993年（平成05年） | 690              | [ * 4 ]      |
| 1994年（平成06年） | 657              | [ * 5 ]      |
| 1995年（平成07年） | 664              | [ * 6 ]      |
| 1996年（平成08年） | 648              | [ * 7 ]      |
| 1997年（平成09年） | 603              | [ * 8 ]      |
| 1998年（平成10年） | 585              | [ * 9 ]      |
| 1999年（平成11年） | 551              | [ * 10 ]     |
| 2000年（平成12年） | 492              | [ * 11 ]     |
| 2001年（平成13年） | 460              | [ * 12 ]     |
| 2002年（平成14年） | 457              | [ * 13 ]     |
| 2003年（平成15年） | 444              | [ * 14 ]     |
| 2004年（平成16年） | 431              | [ * 15 ]     |
| 2005年（平成17年） | 411              | [ * 16 ]     |
| 2006年（平成18年） | 399              | [ * 17 ]     |
| 2007年（平成19年） | 381              | [ * 18 ]     |
| 2008年（平成20年） | 359              | [ * 19 ]     |
| 2009年（平成21年） | 361              | [ * 20 ]     |
| 2010年（平成22年） | 338              | [ * 21 ]     |
| 2011年（平成23年） | 304              | [ * 22 ]     |
| 2012年（平成24年） | 305              | [ * 23 ]     |
| 2013年（平成25年） | 298              | [ * 24 ]     |
| 2014年（平成26年） | 280              | [ * 25 ]     |
| 2015年（平成27年） | 277              | [ * 26 ]     |
| 2016年（平成28年） | 273              | [ * 27 ]     |
| 2017年（平成29年） | 250              | [ * 28 ]     |
| 2018年（平成30年） | 250              |              |
| 2019年（令和元年） | 218              |              |

## 車站周邊

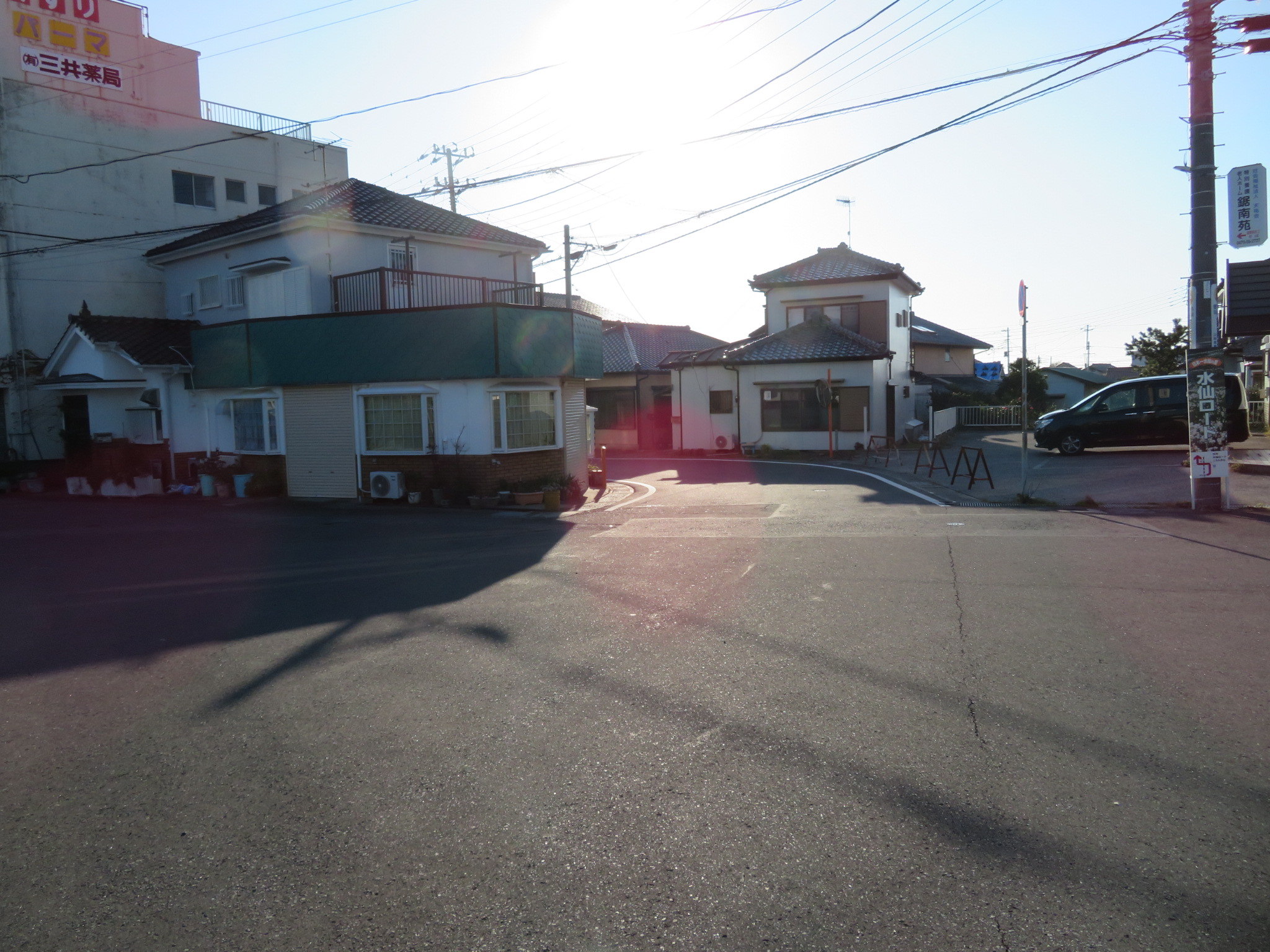
站前

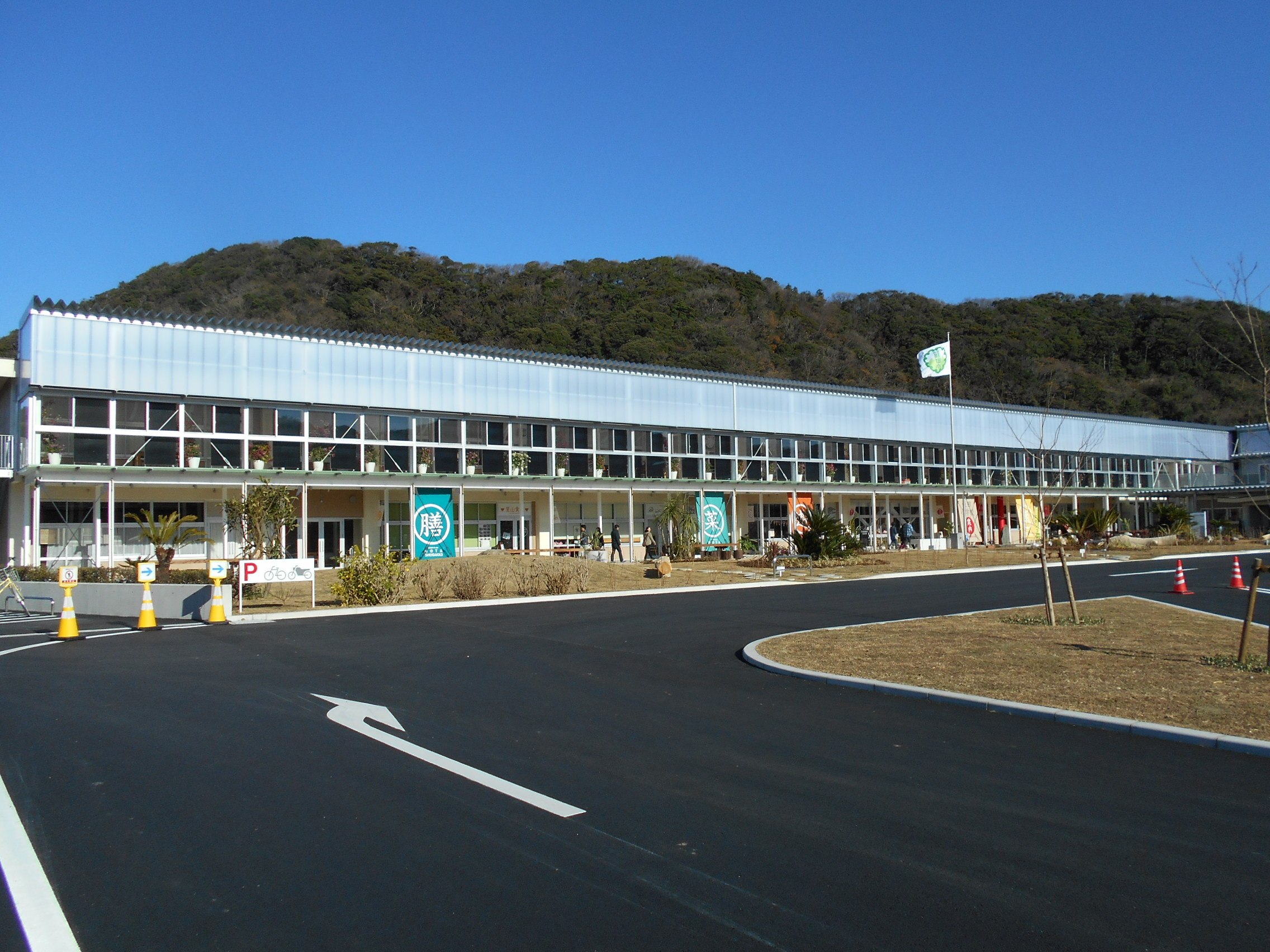
道之驛保田小學

- 富津館山道路（鋸南保田交流道）
- 國道127號（日语：国道127号）
- 千葉縣道34號鴨川保田線（日语：千葉県道34号鴨川保田線）
- 千葉縣道238號保田停車場線（日语：千葉県道238号保田停車場線）
- 鋸南町公所町民服務區
- 鋸南町訪問看護站
- 保田郵局
- 保田漁港
- 鋸南町國民健康保險鋸南醫院
- 漁協直營食堂Banya
- 道之驛保田小學（日语：道の駅保田小学校）
- 京葉銀行（日语：京葉銀行）保田分店
- 大和運輸鋸南中心
- 菱川師宣誕生地
- 保田海灘

## 巴士路線
| 乘車處   | 系統          | 主要途經                             | 目的地     | 巴士公司         | 備註 |
| -------- | ------------- | ------------------------------------ | ---------- | ---------------- | ---- |
| 保田站   | 赤巴士        | 中央公民館前、勝山站、舊佐久間小前   | 大崩       | 鋸南町營循環巴士 |      |
| 保田站   | 藍巴士        | 小保田、湯澤                         | 大崩       | 鋸南町營循環巴士 |      |
| 保田站   |               | 鋸南保田口                           | 保田站     | 鋸南町營循環巴士 |      |
| 保田中央 | 長狹 - 金谷線 | 小保田、湯澤、長狹學園正門前、鴨川站 | 龜田醫院   | 日東交通         |      |
| 保田中央 | 長狹 - 金谷線 | 鋸山保田口、鋸山索道                 | 東京灣渡輪 | 日東交通         |      |

- 「保田中央」巴士站位於此站5分鐘步程的縣道34號（日语：千葉県道34号鴨川保田線）上

## 相鄰車站
東日本旅客鐵道（JR東日本）
■內房線
濱金谷－保田－安房勝山

## 注腳

### 使用狀況
1. ↑  千葉縣統計年鑑 （页面存档备份，存于）（日語） - 千葉縣

JR東日本2000年度以後的乘車人次
1. ↑  各駅の乗車人員（2000年度） （页面存档备份，存于）（日語） - JR東日本
2. ↑  各駅の乗車人員（2001年度） （页面存档备份，存于）（日語） - JR東日本
3. ↑  各駅の乗車人員（2002年度） （页面存档备份，存于）（日語） - JR東日本
4. ↑  各駅の乗車人員（2003年度） （页面存档备份，存于）（日語） - JR東日本
5. ↑  各駅の乗車人員（2004年度） （页面存档备份，存于）（日語） - JR東日本
6. ↑  各駅の乗車人員（2005年度） （页面存档备份，存于）（日語） - JR東日本
7. ↑  各駅の乗車人員（2006年度） （页面存档备份，存于）（日語） - JR東日本
8. ↑  各駅の乗車人員（2007年度） （页面存档备份，存于）（日語） - JR東日本
9. ↑  各駅の乗車人員（2008年度） （页面存档备份，存于）（日語） - JR東日本
10. ↑  各駅の乗車人員（2009年度） （页面存档备份，存于）（日語） - JR東日本
11. ↑  各駅の乗車人員（2010年度） （页面存档备份，存于）（日語） - JR東日本
12. ↑  各駅の乗車人員（2011年度） （页面存档备份，存于）（日語） - JR東日本
13. ↑  各駅の乗車人員（2012年度） （页面存档备份，存于）（日語） - JR東日本
14. ↑  各駅の乗車人員（2013年度） （页面存档备份，存于）（日語） - JR東日本
15. ↑  各駅の乗車人員（2014年度） （页面存档备份，存于）（日語） - JR東日本
16. ↑  各駅の乗車人員（2015年度） （页面存档备份，存于）（日語） - JR東日本
17. ↑  各駅の乗車人員（2016年度） （页面存档备份，存于）（日語） - JR東日本
18. ↑  各駅の乗車人員（2017年度） （页面存档备份，存于）（日語） - JR東日本
19. ↑  各駅の乗車人員（2018年度） （页面存档备份，存于）（日語） - JR東日本
20. ↑  各駅の乗車人員（2019年度） （页面存档备份，存于）（日語） - JR東日本

千葉縣統計年鑑
1. ↑  千葉縣統計年鑑（平成3年） （页面存档备份，存于）（日語）
2. ↑  千葉縣統計年鑑（平成4年） （页面存档备份，存于）（日語）
3. ↑  千葉縣統計年鑑（平成5年） （页面存档备份，存于）（日語）
4. ↑  千葉縣統計年鑑（平成6年） （页面存档备份，存于）（日語）
5. ↑  千葉縣統計年鑑（平成7年） （页面存档备份，存于）（日語）
6. ↑  千葉縣統計年鑑（平成8年） （页面存档备份，存于）（日語）
7. ↑  千葉縣統計年鑑（平成9年） （页面存档备份，存于）（日語）
8. ↑  千葉縣統計年鑑（平成10年） （页面存档备份，存于）（日語）
9. ↑  千葉縣統計年鑑（平成11年） （页面存档备份，存于）（日語）
10. ↑  千葉縣統計年鑑（平成12年） （页面存档备份，存于）（日語）
11. ↑  千葉縣統計年鑑（平成13年） （页面存档备份，存于）（日語）
12. ↑  千葉縣統計年鑑（平成14年） （页面存档备份，存于）（日語）
13. ↑  千葉縣統計年鑑（平成15年） （页面存档备份，存于）（日語）
14. ↑  千葉縣統計年鑑（平成16年） （页面存档备份，存于）（日語）
15. ↑  千葉縣統計年鑑（平成17年） （页面存档备份，存于）（日語）
16. ↑  千葉縣統計年鑑（平成18年） （页面存档备份，存于）（日語）
17. ↑  千葉縣統計年鑑（平成19年） （页面存档备份，存于）（日語）
18. ↑  千葉縣統計年鑑（平成20年） （页面存档备份，存于）（日語）
19. ↑  千葉縣統計年鑑（平成21年） （页面存档备份，存于）（日語）
20. ↑  千葉縣統計年鑑（平成22年） （页面存档备份，存于）（日語）
21. ↑  千葉縣統計年鑑（平成23年） （页面存档备份，存于）（日語）
22. ↑  千葉縣統計年鑑（平成24年） （页面存档备份，存于）（日語）
23. ↑  千葉縣統計年鑑（平成25年） （页面存档备份，存于）（日語）
24. ↑  千葉縣統計年鑑（平成26年） （页面存档备份，存于）（日語）
25. ↑  千葉縣統計年鑑（平成27年） （页面存档备份，存于）（日語）
26. ↑  千葉縣統計年鑑（平成28年） （页面存档备份，存于）（日語）
27. ↑  千葉縣統計年鑑（平成29年） （页面存档备份，存于）（日語）
28. ↑  千葉縣統計年鑑（平成30年） （页面存档备份，存于）（日語）

## 外部連結
- 車站資訊（保田）：東日本旅客鐵道（日語）